# مجلس الأمة الكويتي (ديسمبر 2012)
مجلس الامة الكويتي (ديسمبر 2012 المبطل) من 16 ديسمبر 2012 حتى إبطال المجلس في 16 يونيو 2013 ، أجربت أنتخابات المجلس بعد أن أصدر الشيخ صباح الأحمد الجابر الصباح أمير الكويت مرسوماً بحل مجلس الامة 2009 للمرة الثانية في 7 أكتوبر 2012  والدعوة للأنتخابات والتي اجريت في 1 ديسمبر 2012 وأنتخب المجلس في جلسته الأولى التي عقدت في 16 ديسمبر 2012 علي فهد الراشد رئيساً للمجلس ومبارك بنيه الخرينج نائباً للرئيس ، وفي 16 يونيو 2013 قررت المحكمة الدستورية بطلان انتخابات مجلس الأمة (ديسمبر 2012) بأكملها وعدم صحة عضوية من أعلن فوزهم فيها وذالك لعدم دستورية وصحة المرسوم بقانون بشأن أنشاء اللجنة الوطنية للأنتخابات.

## خلفية
في 20 يونيو 2012 حكمت المحكمة الدستورية ببطلان انتخابات مجلس الأمة (فبراير 2012) بأكملها وعدم صحة عضوية من أعلن فوزهم فيها لبطلان وعدم صحة مرسوم حل مجلس الأمة 2009 وكما قررت المحكمة عودة مجلس الأمة 2009 بقوة الدستور كأن الحل لم يكن
و يعتبر مجلس 2012 كأنه لم بكن مع إبقاء القوانين الصادرة في تلك الفترة.
واستندت المحكمة الدستورية قرارها على أن طلب حل مجلس 2009 جاء من وزارة زالت عنها الصفة بقبول استقالتها بالكامل، كما قام رئيس الوزراء الجديد بالاجتماع بوزراء زالت منهم الصفة بسبب قبول استقالة الحكومة السابقة، و بذلك قد رفع كتاب عدم التعاون من مجلس وزراء يتألف من رئيس المجلس فقط و بذلك يكون خالف المادة 107 من الدستور الكويتي. و يعتبر حكم المحكمة الدستورية بإعادة مجلس منحل الأول من نوعة في الحياة البرلمانية الكويتية 

## الأعضاء الفائزون حسب الدوائر
| الدائرة الأولى - كامل العوضي - عدنان عبد الصمد - فيصل الدويسان - يوسف الزلزلة - معصومة المبارك - عبد الحميد دشتي - صالح عاشور - نواف الفزيع - خالد الشطي - حسين القلاف | الدائرة الثانية - علي الراشد - عدنان المطوع - عبد الرحمن الجيران - بدر البذالي - عادل الخرافي - أحمد لاري - خلف دميثير - خليل الصالح - حمد الهرشاني - صلاح العتيقي | الدائرة الثالثة - علي العمير - خليل أبل - أحمد المليفي - صفاء الهاشم - سعدون حماد - هشام البغلي - عبد الله معيوف - نبيل الفضل - يعقوب الصانع - محمد الجبري | الدائرة الرابعة - عسكر العنزي - سعد الخنفور - سعود الحريجي - مبارك الخرينج - ذكرى الرشيدي - خالد الشليمي - محمد ناصر البراك - مشاري الحسيني - مبارك بنيه العرف - مبارك النجادة | الدائرة الخامسة - فيصل الكندري - عبد الله التميمي - ناصر المري - هاني حسين شمس - عصام الدبوس - خالد العدوة - طاهر الفيلكاوي - حماد الدوسري - سعد البوص - ناصر عبد الله الشمري |

## بطلان المجلس
في 16 يونيو 2013 قررت المحكمة الدستورية بطلان انتخابات مجاس الأمة (ديسمبر 2012) بأكملها وعدم صحة عضوية من أعلن فوزهم فيها وذالك لعدم دستورية وصحة المرسوم بقانون بشأن أنشاء اللجنة الوطنية للأنتخابات
وكما قرر المحكمة الدستورية الكويت في حكمها الصادر في 16 يونيو 2013 بصحة ودستورية نظام الصوت الواحد الذي تم تطبيقه للمرة الأولى في أنتخابات هاذا المجلس
وفي 20 يونيو 2013 عقد مجلس الوزراء أجتماع حيث وافق المجلس على مشروع مرسوم بدعوة الناخبين لإنتخاب أعضاء مجلس الأمة للفصل التشريعي الرابع عشر والتي اجريت في تاريخ 27 يوليو 2013

## مواضيع متعلقة
- الدوائر الانتخابية في الكويت.
- انتخابات مجلس الأمة الكويتي 2013.